# Misr lel-Makkasa Sporting Club
O Misr lel-Makkasa Sporting Club é um clube de futebol com sede em Fayoum, Egito. A equipe compete no Campeonato Egípcio de Futebol.

## História
O clube foi fundado em 1937. 